# Archaikum-Proterozoikum-Grenze
Die Archaikum-Proterozoikum-Grenze markiert in der Erdgeschichte den Beginn eines tiefgreifenden Veränderungsprozesses in Geodynamik und Umwelt, der um 2500 Millionen Jahren BP einsetzte und dessen Folgen über weitere 500 Millionen Jahre spürbar bleiben sollten.

## Begriff
Die Archaikum-Proterozoikum-Grenze (abgekürzt A-P-Grenze), engl. Archean-Proterozoic boundary, kann auch als Neoarchaikum-Paläoproterozoikum-Grenze oder als Neoarchaikum-Siderium-Grenze bezeichnet werden. Im Zuge der geplanten Neugliederung des Präkambriums soll das Archaikum mit dem Siderium bei 2420 Millionen Jahren enden. Da in diesem Schema auf das Siderium das Oxygenium folgt, müsste die A-P-Grenze in Zukunft als Siderium-Oxygenium-Grenze bezeichnet werden.

## Einführung

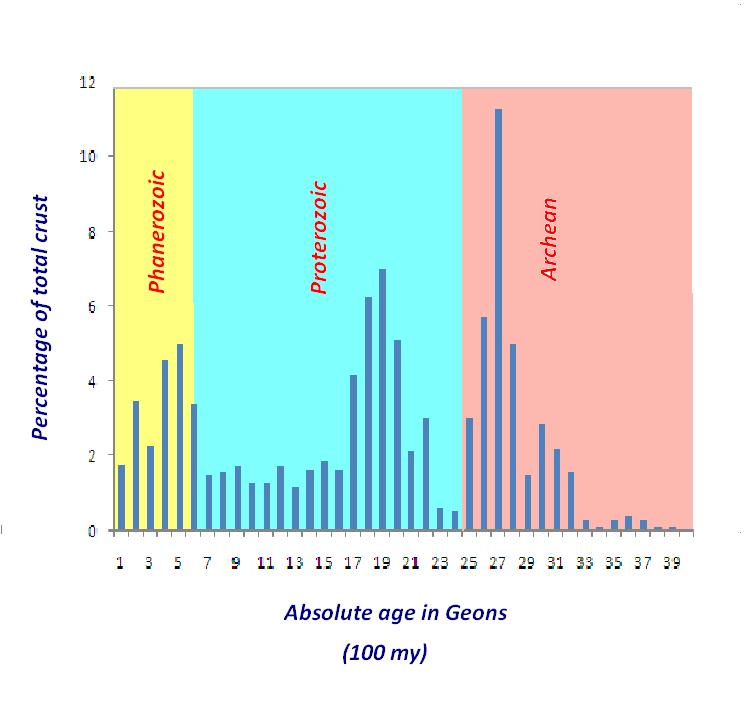
Deutlich erkennbar der starke Rückgang der Krustenneubildung an der Archaikum-Proterozoikum-Grenze (nach Condie, 2006)

Es gilt mittlerweile als anerkannt, dass im ausgehenden Neoarchaikum weltweit neue kontinentale Kruste gebildet wurde. Dies wird durch die Häufigkeitsverteilung von Zirkonaltern unterstrichen, die für sämtliche Kratone ein deutliches Maximum bei 2700 Millionen Jahren BP an den Tag legen, dem meist ein Sekundärmaximum um 2500 Millionen Jahren BP folgt. Wahrscheinlich war es zu einem sehr raschen und intensiven Kratonwachstum gekommen und möglicherweise sogar zur Superkontinentbildung (Superia oder Kenorland). Taylor und McLennan (1985) schätzen dieses rapide Krustenwachstum mit rund 40 % des heutigen Krustenbestandes ein (von 30 % um 2700 Millionen Jahren BP auf 70 % um 2500 Millionen Jahren BP).
Das verursachende geodynamische Prinzip dieses raschen Krustenwachstums bleibt jedoch weiterhin umstritten. Die heutige Krustenbildung erfolgt gemäß dem Paradigma der Plattentektonik an Subduktionszonen, es ist aber ungewiss, ob im ausgehenden Neoarchaikum bereits dieselben Prozesse vonstattengingen. Im heutigen plattentektonischen Regime halten sich Krustenerzeugung und Krustenrezyklierung (d. h. Subduktion) mit 2,5 Kubikkilometer/Jahr die Waage.  Ein derart bedeutender Krustenanwachsprozess wie an der Archaikum-Proterozoikum-Grenze musste daher relativ rasch abgelaufen sein, um die neugebildete Kruste vor ihrer Rezyklierung in den Erdmantel zu bewahren.

## Veränderungen  an der Archaikum-Proterozoikum-Grenze
Die geodynamischen Veränderungen an der Archaikum-Proterozoikum-Grenze lassen sich generell auf zwei Themenkreise zurückführen:
- Veränderungen verursacht durch sinkende Temperaturen des Erdmantels
- Veränderungen als Nachwirkung auf das Krustenanwachs-Ereignis bzw. die Superkontinent-Bildung

### Sinkende Manteltemperaturen
Unter den Themenkreis der sinkenden Manteltemperaturen sind einzuordnen:
- Komatiite der Grünsteingürtel:
Die Komatiite zeigen an der Archaikum-Proterozoikum-Grenze einen deutlichen Rückgang, ihre Häufigkeit sinkt mit Beginn des Proterozoikums von mehr als 15 % (um 2700 Millionen Jahren BP) auf nur noch rund 5 % sämtlicher Vulkanite.[5] Gleichzeitig kam es bei diesen ultramafischen Gesteinen zu einer Verringerung ihres MgO-Gehaltes von ursprünglich über 30 auf rund 22 %.[6] Der MgO-Gehalt ist jedoch direkt mit der Austrittstemperatur der komatiitischen Laven korrelierbar und somit indirekt mit der Temperatur der aufwallenden Mantelquelle (Manteldiapir), wobei hohe MgO-Gehalte hohe Bildungstemperaturen repräsentieren. Demzufolge hatte der Obere Mantel an der A-P-Grenze eine starke Abkühlung erfahren.

- Bändererze:
Die Bändererze manifestieren an der A-P-Grenze einen jähen Rückgang ihres Nickel/Eisen-Verhältnisses. Ihre Ni/Fe-Werte reduzieren sich von 0,0005 auf 0,0002.[7] Konhauser u. a. (2009) interpretieren diesen Rückgang als verminderten Nickeleintrag in die Weltmeere, hervorgerufen durch sinkende Manteltemperaturen, welche ihrerseits wiederum die Komatiitproduktion herabdrückten.

- Inkompatible Elemente:
Mehrere inkompatible Elemente zeigen an der A-P-Grenze eine Konzentrationserhöhung, erkennbar an den gestiegenen Elementverhältnissen Nb/Yb, La/Yb, Zr/Y, La/Sm und Gd/Yb in Grünsteingürtel-Basalten (inklusive Basalte der ozeanischen Rücken, ozeanische Plateaubasalte und ozeanische Inselbasalte). Dies dürfte auf eine verringerte Aufschmelzrate und somit ebenfalls auf gesunkene Manteltemperaturen zurückzuführen sein.[8]

### Nachwirkungen der Superkontinent-Bildung
Zum Themenkreis der Nachwirkungen der Superkontinent-Bildung (bzw. des rapiden kontinentalen Wachstums) zählen:
- Ansteigendes Nb/Yb-Verhältnis in Basalten (ausgenommen Basalte der Inselbögen):
An der A-P-Grenze kam es zu einem jähen Anstieg in den Spitzenwerten des Niob/Ytterbium-Verhältnisses von 3 auf 10 (Verdreifachung). Zum Vergleich: primitive Mantelgesteine besitzen Nb/Yb-Werte um 1,4. Das Nb/Yb-Verhältnis dient als Proxy (Stellvertreter) für kontinentales Krustenwachstum, da intensive Schmelzabsonderung im zurückbleibenden (restitischen) Mantel eine abgereicherte Spurenelementsignatur hinterlässt.[9] Dieser Zusammenhang kommt ebenfalls in den Verhältnissen Nb/Ta und Nb/La zum Ausdruck.

- Anstieg des Verhältnisses Nb/Th und des εNd(T) in Basalten (ausgenommen Basalte der Inselbögen)  und in assoziierten TTG-Komplexen:
Die Spitzenwerte im Verhältnis Nb/Th steigen von 13 am Ende des Archaikums auf den HIMU-Wert von 16 um 2000 Millionen Jahren BP (der heutige Spitzenwert beträgt ungefähr 20 und entspricht dem Wert des abgereicherten Erdmantels).[10]
Bei εNd(T) wachsen die Spitzenwerte an der A-P-Grenze stetig von + 4 auf den heutigen Wert von + 10 an. Bennett (2006) erklärt dies mit einer raschen Zunahme kontinentaler Kruste gegen Ende des Archaikums, welches das Sm/Nd-Verhältnis der Mantelquellen stark beeinträchtigt hatte.[11]

- Inkompatible Elemente in TTG-Komplexen und in der kontinentalen Kruste:
Gegen Ende des Archaikums hatte sich in kontinentalen Krustengesteinen die Konzentration der lithophilen Elemente mit großen Ionenradien (LILE) sowie derer mit hohen Valenzen (HFSE) erhöht, gleichzeitig war die Strontium-Konzentration gesunken. Ursache hierfür ist ein Wechsel von TTG-Magmen zu kalkalkalischen Magmen. Dieser Magmenwechsel drückte sich primär in einem erhöhten K2O/Na2O-Verhältnis (von 0,7 zu 0,9) in der paläoproterozoischen Oberkruste aus. Die La/Yb-Werte sanken jedoch, da die mafischen Ausgangsgesteine jetzt an Granat verarmt waren. Auch die Sr/Y-Werte waren stark abgefallen, erklärbar durch restitischen Plagioklas und/oder fraktionierte Kristallisation.[12] Einbußen von 1,05 auf 0,65 zeigt auch das Eu/Eu*-Verhältnis aufgrund der Plagioklasfraktionierung (definiert als: Eu/Eu*=Eu/(Sm×Gd)1/2, wobei die an Chondriten normalisierten Werte eingesetzt werden).[3]

- Anstieg des δ18O-Wertes in granitischen Zirkonen:
An der A-P-Grenze steigen die maximalen δ18O-Werte ausgehend von 7,5  ‰ VSMOW stetig an, um am Ende des Proterozoikums 11,0 ‰ VSMOW zu erreichen.[13] Da δ18O-Werte sehr sensibel auf Verwitterung und auf mit der Hydrosphäre in Kontakt getretene Gesteine wie beispielsweise Schiefertone reagieren, darf ab dem Proterozoikum auf die Inkorporierung einer deutlichen, sedimentären Komponente bei der granitischen Magmenbildung rückgeschlossen werden. Womöglich hatte im Archaikum noch eine weitaus effektivere Rezyklierung der neugebildeten, Si-reichen Krustengesteine einen längeren Kontakt mit der Hydrosphäre eingeschränkt.

- Gold:
Die orogenen (Orogen-Typus) und auch die an massive Sulfide gebundenen (VHMS-Typus) Goldvorkommen durchlaufen zwischen 2700 und 2600 Millionen Jahren ein absolutes Maximum, um dann um 2300 Millionen Jahren BP auf Null zurückzugehen.[14]  Orogene und VHMS-Goldvorkommen (VHMS – engl. volcanic-hosted massive sulfides) sind direkt an Subduktionsvorgänge und an die Erzeugung juveniler Kruste gebunden. Der an die Riftassoziation gebundene IOCG-Typus (IOCG – engl. iron oxide copper-gold) tritt erst später um 2600 Millionen Jahren BP in der Carajas-Lagerstätte in Brasilien auf.

- Krustenverdickung:
Zwischen 2700 und 2650 lässt sich erstmals eine Verdickung der Erdkruste feststellen, datierbar anhand der Re-Os Abreicherungsalter (engl. depletion age TRD), die ein deutliches Maximum erreichen.[15]

- Inselbogenbasalte:
Die Inselbogenbasalte nehmen in ihrer Häufigkeit ab 2700 Millionen Jahren stark zu.[16] Hatten sie zu Beginn des Neoarchaikums nur etwa 30 % unter sämtlichen Basalten gestellt, so war ihr Anteil an der A-P-Grenze bereits auf etwas mehr als 60 % angewachsen.